# Stevie Ray Vaughan
Stephen Ray Vaughan (3 tháng 10 năm 1954 – 27 tháng 8 năm 1990) là một nam nhạc công, nhạc sĩ, ca sĩ, nhà sản xuất thu âm người Mỹ. Mặc dù cuộc đời ngắn ngủi với 7 năm hoạt động nghệ thuật, anh được coi là một trong những tay guitar có ảnh hưởng nhất của nhạc blues và là một trong những biểu tượng cho sự trở lại của dòng nhạc này trong những năm 1980. Đại sảnh Danh vọng Rock and Roll miêu tả anh là "xúc cảm của guitar blues".
Sinh ra tại Dallas, Texas, Vaughan bắt đầu chơi guitar từ năm 7 tuổi ảnh hưởng từ người anh trai Jimmie. Năm 1971, cậu bỏ dở trung học và chuyển tới Austin. Cậu là nghệ sĩ khách mời cho nhiều nhóm nhạc, trong đó có ban nhạc của Marc Benno, nhóm The Nightcrawlers, rồi sau đó chơi cùng Denny Freeman trong nhóm The Cobras – những người còn đi cùng anh tới năm 1977. Anh lập nên ban nhạc của riêng mình Triple Threat Revue, trước khi đổi tên thành Double Trouble khi tuyển thêm tay trống Chris Layton cùng tay bass Tommy Shannon. Vaughan có được tiếng tăm sau thành công tại Nhạc hội Jazz Montreux năm 1982, rồi sau đó album đầu tay Texas Flood (1983) có được vị trí số 38 với hơn nửa triệu bản tiêu thụ. Sau khi nghỉ ngơi ngắn hạn vào cuối năm 1986, anh đi tour cùng Jeff Beck vào năm 1989 và Joe Cocker vào năm 1990 trước khi qua đời trong một vụ tai nạn máy bay trực thăng vào tháng 8 năm 1990.
Vaughan bị ảnh hưởng lớn từ các nghệ sĩ nhạc blues rock của Anh và Mỹ. Anh thích sử dụng âm thanh ampli gốc ở âm lượng lớn qua những nhạc cụ nổi tiếng xa xưa. Anh cũng hay hòa trộn âm thanh của nhiều nhạc cụ qua ampli và pedal. Chris Gill từ tạp chí Guitar World bình luận: "Guitar của Ray Vaughan khô như mùa hè ở San Antonio mà lại trong trẻo như một nàng thơ ở Dallas được tạo từ âm thanh tự nhiên qua ampli và những căn phòng hoàn toàn sạch sẽ. Mặt khác, Vaughan còn sử dụng pedal để tạo hiệu ứng cho âm thanh của mình, chủ yếu để tạo nên điểm nhấn, cho dù anh chỉ đôi lúc cần tới máy tạo âm vọng và wah pedal nhằm bổ sung những chất liệu mới."
Vaughan có được sự công nhận và ngưỡng mộ lớn sau khi qua đời. Ngay từ năm 1983, độc giả từ tạp chí Guitar Player đã dành tặng anh danh hiệu "Tài năng trẻ" và "Cầm thủ guitar blues xuất sắc nhất". Năm 1984, tổ chức Blues Foundation trao cho anh danh hiệu "Nghệ sĩ của năm" và "Cầm thủ guitar blues của năm". Năm 1987, anh có được danh hiệu "Nhân vật R&B của năm" từ tạp chí Performance. Với 6 giải Grammy và 10 giải Âm nhạc Austin, Vaughan được xướng danh tại Đại sảnh Danh vọng Blues vào năm 2000, Đại sảnh Danh vọng Nhạc sĩ vào năm 2014 và Đại sảnh Danh vọng Rock and Roll vào năm 2015. Tạp chí Rolling Stone xếp anh ở vị trí số 12 trong danh sách "100 tay guitar vĩ đại nhất".

## Gia cảnh và xuất thân

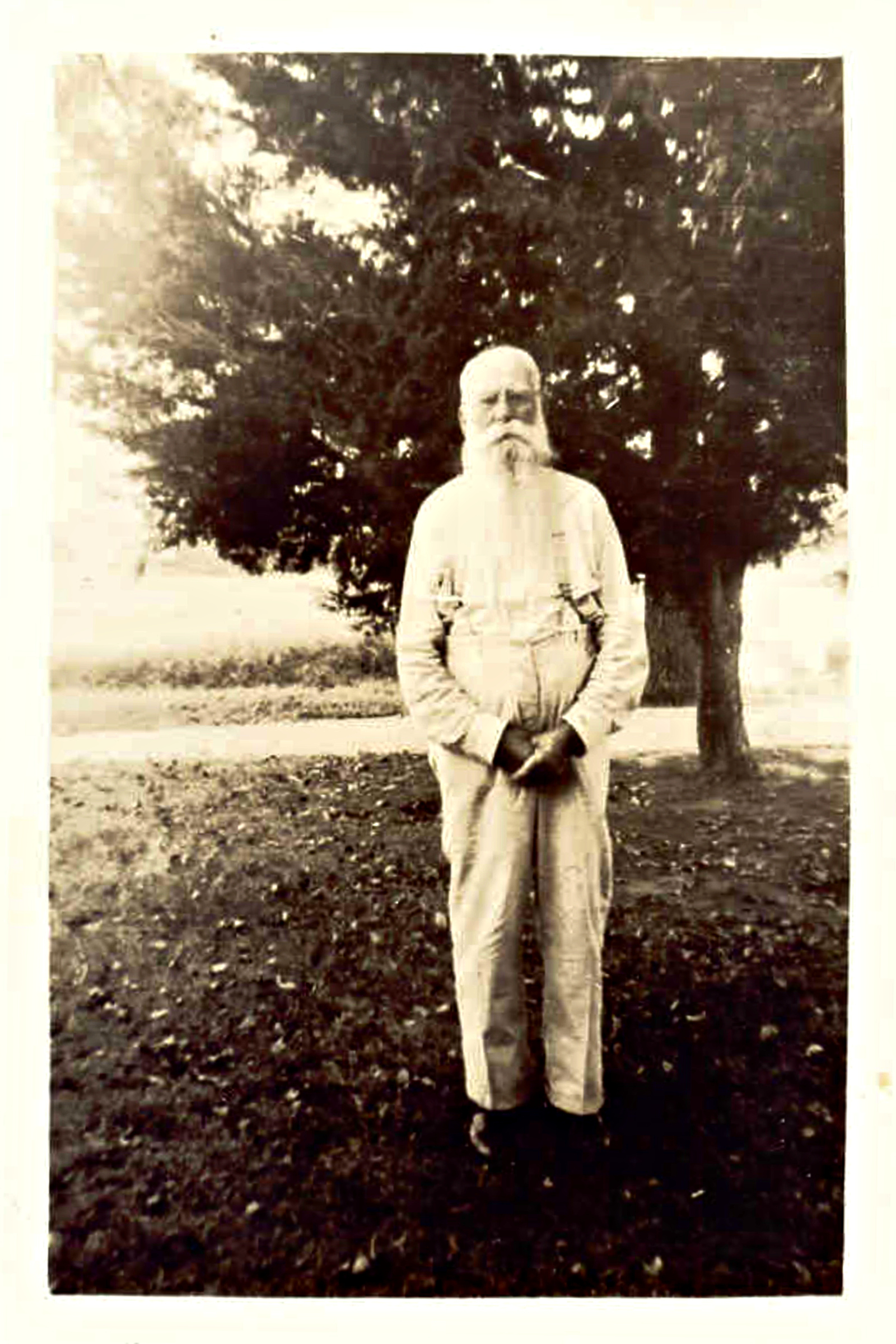
Cụ cố của Vaughan, Robert Hodgen LaRue, ảnh chụp khoảng thập niên 1900.

Tổ tiên của Vaughan bắt đầu từ ông cố Robert Hodgen Larue. Robert Larue có một người con gái tên là Laura Belle, bà nội của Vaughan. Bà kết hôn với Thomas Lee Vaughan and chuyển tới Quận Rockwall, Texas và sống bằng nghề làm nông. Ngày 6 tháng 9 năm 1921, họ có với nhau một người con trai tên là Jimmie Lee Vaughan.
Jim Vaughan bỏ học năm 16 tuổi và gia nhập Hải quân Mỹ trong Thế chiến II. Sau khi giải ngũ, ông kết hôn với Martha Cook vào ngày 13 tháng 1 năm 1954. Stephen Ray Vaughan sinh ra vào ngày 3 tháng 10 năm 1954, tại Dallas, Texas, sau người anh Jimmie (sinh năm 1951) 3 năm rưỡi. Big Jim làm việc ở vị trí một công nhân ami-ăng, một công việc liên quan đến việc đảm bảo chất lượng nghiêm ngặt. Gia đình ông thường xuyên phải chuyển, sống ở các Bang khác nhau như Arkansas, Louisana, Mississippi, và Oklahoma trước khi chuyển hẳn về khu Oak Cliff của Dallas. Vaughan, một cậu bé nhút nhát và thiếu tự tin, bị ảnh hưởng sâu sắc bởi tuổi thơ của mình. Cha anh vật lộn với việc lạm dụng rượu và thường xuyên khủng bố gia đình mình và bạn bè vì tính khí thất thường. Trong nhiều năm sau đó, Vaughan đã nhắc lại việc anh từng là nạn nhân bị Big Jim bạo hành.

## Những nhạc cụ đầu tiên
Đầu thập niên 60, sự ngưỡng mộ của Vaughan dành cho anh trai Jimmie đã khiến anh nỗ lực học chơi thử các nhạc cụ khác nhau như trống và saxophone. Năm 1961, vào sinh nhật 17 tuổi của mình, Vaughan có cây guitar đầu tiên, một món đồ của hãng Sears với motif phương Tây. Học đàn bằng cách lắng nghe và siêng năng nỗ lực, Vaughan tập đàn theo các bản nhạc của The Nightcaps, đặc biệt là "Wine, wine, wine" và "Thunderbird". Vaughan cũng nghe nhạc của các nghệ sĩ blues như Albert King, Otis Rush và Muddy Waters; các rocker như Jimi Hendrix và Lonnie Mack, cũng như các cầm thủ guitar nhạc jazz bao gồm Kenny Burrell. Năm 1963, anh có cây đàn guitar điện đầu tiên cho mình, một cây Gibson ES-125T, từ người anh trai Jimmie.
Không lâu sau đó, Vaughan gia nhập ban nhạc đầu tiên của mình, the Chantones vào năm 1965. Hợp đồng đầu tiên của ban nhạc là ở một cuộc thi tài năng tổ chức tại Nhà hát Dallas’ Hill, nhưng sau khi nhận ra rằng họ còn không thể biểu diễn toàn bộ một ca khúc của Jimmy Reed, Vaughan rời khỏi ban nhạc và gia nhập Brooklyn Underground, chơi chuyên nghiệp tại các quán rượu và câu lạc bộ địa phương. Vaughan nhận được cây guitar Fender Broadcaster của Jimmie, sau đó trao đổi để lấy một cây guitar Epiphone Riviera. Khi Jimmie ra khỏi nhà vào năm 16 tuổi, việc ám ảnh vì thiếu nhạc cụ của Vaughan rõ ràng hơn bao giờ hết vì thiếu sự hỗ trợ từ phía gia đình. Chán nản khi phải ở nhà, Vaughan nhận một công việc ở cửa hàng bánh hamburger địa phương, nơi anh rửa chén bát và đổ rác với giá 70 cents một giờ. Sau khi ngã vào một thùng dầu mỡ, Vaughan cảm thấy mệt mỏi và quyết định bỏ việc để cống hiến cuộc đời mình cho sự nghiệp âm nhạc.

## Sự nghiệp âm nhạc

### Những năm đầu
Tháng 5 năm 1969, sau khi rời khỏi ban nhạc Brooklyn Underground, Vaughan gia nhập ban nhạc Southern Distributor. Anh học ca khúc "Jeff’s Boogie" của The Yardbirds và chơi trong một buổi thử giọng. Mike Steinbach, tay trống của giống, bình luận rằng: "Cậu ta mới chỉ 14 tuổi. Chúng tôi yêu cầu chơi 'Jeff’s Boogie', một bài hát có tiết tấu guitar thật sự nhanh và cậu ta chơi chuẩn đến từng nốt." Mặc dù trình bày lại những bản pop rock nhưng Vaughan vẫn truyền tải niềm đam mê về nhạc blues ở buổi thử giọng ngày hôm đó trong các tiết mục của nhóm; ban nhạc sau đó đã nói với Vaughan rằng anh không thể kiếm sống bằng việc chơi blues và họ chia tay nhau. Sau năm đó, tay bass Tommy Shannon ghé thăm một hộp đêm ở Dallas và nghe Vaughan chơi guitar. Bị cuốn hút bởi lối chơi khéo léo, mà ông mô tả "rất đáng kinh ngạc", Shannon đã mượn một cây guitar bass và cả hai cùng diễn với nhau ngày hôm đó. Trong một vài năm sau đó, họ bắt đầu biểu diễn cùng nhau trong ban nhạc Krackerjack.
Tháng 2 năm 1970, Vaughan gia nhập Liberation, một ban nhạc với 9 người. Từng trải qua vài tháng ngắn ngủi chơi bass với Jimmie tại Texas Storm, Vaughan ứng tuyển thử vào vị trí bass. Ấn tượng bởi cách chơi guitar của Vaughan, Scott Phares, tay guitar ban đầu của nhóm, nhường vị trí guitar cho Vaughan và nhận chơi bass. Vào giữa năm 1970, ban nhạc đã biểu diễn tại Khách sạn Adolphus ở Trung tâm thành phố Dallas, ZZ Top đã yêu cầu họ biểu diễn tại đây. Trong thời kỳ tan rã của Liberation, Vaughan đã cùng ZZ Top chơi "Thunderbird" của Nightcaps. Phares sau đã mô tả về buổi diễn: "Họ xé toạc không gian. Thật tuyệt vời. Một trong những buổi tối tuyệt diệu. Stevie như một chiếc găng tay vừa vặn trên bàn tay vậy."
Theo học tại trường Phổ thông Justin F. Kimball vào đầu thập niên 70, những buổi biểu diễn vào đêm khuya khiến Vaughan bỏ bê việc học tập, kể cả lý thuyết âm nhạc. Anh thường xuyên ngủ trong lớp. Việc theo đuổi sự nghiệp âm nhạc của anh bị rất nhiều giáo viên trong trường từ chối, nhưng cũng có sự động viên từ nhiều người để phấn đấu cho sự nghiệp nghệ thuật, trong đó có giáo viên dạy nghệ thuật của anh. Trong năm hai, Vaughan theo học một lớp buổi tối để trải nghiệm nghệ thuật tại đại học Southern Methodist, nhưng phải nghỉ khi lớp học này trùng với buổi diễn tập nhạc. Vaughan sau này đã nói rằng anh ghét trường học và từng phải nhận lưu ý hàng ngày từ hiệu trưởng về việc chải chuốt của mình.

### Những lần thu âm đầu tiên
Tháng 9 năm 1970, Vaughan lần đầu tiên đến phòng thu với ban nhạc Cast of Thousands, trong đó có diễn viên tương lai Stephen Tobolowsky. Họ thu âm hai bài "Red, White and Blue" và "I Heard a Voice Last Night" cho một album tổng hợp mang tên A New Hi, hợp tác với một vài ban nhạc tuổi teen ở Dallas. Cuối tháng 1 năm 1971, do cảm thấy bị hạn chế khi chơi các bản nhạc pop với Liberation, Vaughan thành lập một ban nhạc cho riêng mình mang tên Blackbird. Sau khi ngày càng mệt mỏi trước sân khấu âm nhạc Dallas, anh bỏ học và cùng ban nhạc chuyển tới Austin, Texas, nơi có nhiều khán giả tự do và khoan dung hơn. Tại đây, ban đầu Vaughan cư trú tại Câu lạc bộ Rolling Hills Country, nơi sau này trở thành Soap Creek Saloon. Blackbird chơi nhạc tại một vài Hộp đêm ở Austin và mở màn cho một vài ban nhạc như Sugarloaf, Wishbone Ash và Zephyr, nhưng không thể duy trì được lâu. Đầu tháng 12 năm 1972, Vaughan rời Blackbird và gia nhập ban nhạc rock Krackerjack; Vaughan diễn cùng họ chưa đến 3 tháng.
Tháng 3 năm 1973, Vaughan gia nhập ban nhạc của Marc Benno, the Nightcrawlers, sau khi gặp Benno tại một buổi biểu diễn âm nhạc nhiều năm trước. Ban nhạc kết hợp với ca sĩ Doyle Branhall, người gặp Vaughan khi 12 tuổi. Tháng sau đó, Nightcrawlers thu âm một album tại Sunset Sound Recorders ở Hollywood cho A&M Records. Album sau đó bị A&M từ chối, bao gồm những nỗ lực sáng tác đầu tiên của chính Vaughan, "Dirty Pool" và "Crawlin". Không lâu sau, Vaughan và Nightcrawlers trở lại Austin với sự vắng mặt của Benno. Giữa năm 1973, họ ký hợp đồng với Bill Ham, người quản lý ZZ Top; họ chơi trong nhiều đêm nhạc dọc phía Nam, mặc dù nhiều buổi diễn khá tệ. Ham sau đó rời ban nhạc và bị mắc kẹt ở Mississippi mà không có cách nào trở về nhà và đòi Vaughan bồi thường chi phí thiết bị; việc bồi thường chưa bao giờ xảy ra.
Năm 1975, Vaughan gia nhập ban nhạc 6 người Paul Ray and the Cobras, trong đó có tay guitar Denny Freeman và tay chơi saxophone Joe Sublett. Trong 2 năm rưỡi, Vaughan kiếm được một hợp đồng biểu diễn hàng tuần tại một địa điểm nổi tiếng trong thành phố, Soap Creek Saloon và cuối cùng là Antone’s mới khai trương, được biết đến rộng rãi như "Ngôi nhà Blues" của Austin. Cuối năm 1976, Vaughan thu âm một đĩa đơn với ban nhạc, "Other Days" cho mặt A và "Texas Clover" cho mặt B. Anh chơi guitar cho cả hai bản và ra mắt đĩa đơn vào ngày 7 tháng 2 năm 1977. Tháng 3, độc giả của Austin Sun bầu cho Vaughan và ban nhạc danh hiệu "Ban nhạc của năm". Ngoài việc chơi cùng the Cobras, Vaughan cũng hợp tác với nhiều nghệ sĩ có ảnh hưởng tới mình tại Antone’s, trong đó phải kể đến như Buddy Guy, Hubert Sumlin, Jimmy Rogers, Lightlin’ Hopkins và Albert King.
Vaughan lưu diễn cùng the Cobras trong hầu hết năm 1977, nhưng đến cuối tháng 9 năm đó, sau khi họ quyết định phấn đấu cho một hướng âm nhạc chủ đạo hơn, Vaughan rời ban nhạc và thành lập ban nhạc Triple Threat Revue, với ca sĩ Lou Ann Barton, tay bass W. C. Clark và tay trống Fredde Pharaoh. Tháng 1 năm 1978, ban nhạc thu âm 4 ca khúc tại Austin, trong đó có "I’m Cryin" của Vaughan.

### Double Trouble
Giữa tháng 5 năm 1978, Clark rời nhóm để thành lập một ban nhạc riêng và đổi tên ban nhạc thành Double Trouble, lấy cảm hứng từ tiêu đề một bài hát của Otis Rush. Sau khi tuyển được tay bass Jackie Newhouse, Pharaoh rời nhóm vào tháng 7, vị trí đó một thời gian sau được thay thế bằng Jack Moore, tay trống chuyển từ Boston đến Texas; Jack đã chơi cùng ban nhạc khoảng 2 tháng. Vaughan bắt đầu tìm tay trống mới và gặp Chris Layton, một người bạn cùng phòng với Sublett. Layton, người đã thôi chơi cùng Greezy Wheels, được Vaughan dạy cách chơi điệu shuffle. Layton đồng ý khi Vaughan mời anh vào nhóm. Đầu tháng 7, Vaughan kết bạn với Lenora Baily, được biết đến với cái tên "Lenny", sau đó trở thành bạn gái của Vaughan và cuối cùng là vợ anh. Cuộc hôn nhân đó kéo dài 6 năm rưỡi.
Đầu tháng 10 năm 1978, Vaughan và Double Trouble biểu diễn thường xuyên tại một trong những nơi nổi tiếng nhất Austin, Rome Inn. Trong một buổi diễn, Edi Johnson, một kế toán tại Manor Downs, đã chú ý tới Vaughan. Cô ấy nhớ lại: "Tôi không phải là một người sành về âm nhạc–nhưng buổi biểu diễn đó đã khiến tôi quay cuồng". Sau đó Edi giới thiệu Vaughan tới chủ Manor Down Frances Carr và quản lý chính Chesley Millikin, người khá hứng thú trong việc quản lý nghệ sĩ, thấy được tiềm năng âm nhạc của Vaughan. Sau khi Barton rời khỏi Double Trouble vào giữa tháng 11 năm 1979, Millikin ký với Vaughan một hợp đồng quản lý. Vaughan cũng thuê Robert "Cutter" Brandenburg—người mà anh gặp năm 1969, làm quản lý đường dài. Brandenburg thuyết phục Vaughan sử dụng tên đệm của mình, Stevie Ray, làm nghệ danh.
Tháng 10 năm 1980, tay bass Tommy Shannon có một buổi biểu diễn cùng với Double Trouble tại Rocketfeller’s ở Houston. Shannon, người đang chơi với Alan Haynes tại thời điểm đó, đã diễn cùng với Vaughan và Layton. Shannon sau đó bình luận: "Tôi đến buổi biểu diễn vào tối hôm đó và tôi sẽ không bao giờ quên được điều này: Khi tôi bước vào cánh cửa và nghe họ chơi, nó giống như một sự Khải huyền vậy–"Đó là nơi tôi muốn đến; là nơi tôi thuộc về, ngay tại đó.’ Trong thời kỳ tan rã, tôi gặp Stevie và nói cho anh ta điều đó. Tôi không hề lẩn tránh hay cố gắng giấu diếm với tay bass [Jackie Newhouse]–Tôi cũng chẳng hề biết anh ta có lắng nghe hay không. Tôi chỉ thật sự muốn đồng hành cùng ban nhạc. Tôi đã ngồi trong đêm hôm đó và nó thật tuyệt vời." Gần 3 tháng sau, khi Vaughan mời Shannon vào vị trí bass, anh liền nhận lời ngay.

#### Nhạc hội jazz Montreux
Mặc dù nổi tiếng ở Texas vào thời điểm đó, nhưng Double Trouble lại thất bại trong việc tạo sự chú ý trên toàn quốc. May mắn của nhóm trở lại khi nhà sản xuất Jerry Wexler giới thiệu họ cho Claude Nobs, người sắp xếp của chương trình Nhạc hội jazz Montreux. Ông ta nhấn mạnh rằng đêm nhạc blues sẽ thật tuyệt vời nếu có Vaughan, người mà ông gọi là "một viên ngọc, một trong những điều hiếm hoi chỉ đến một lần trong đời" và Nobs đồng ý để Double Trouble biểu diễn vào ngày 17 tháng 7.
Vaughan mở đầu chương trình bằng tác phẩm "Hide Away" của Freddie King và sáng tác của chính anh, "Rude Mood". Double Trouble sau đó chơi "Texas Flood" của Larry Davis, "Give Me Back to Wig" của Hound Dog Taylor và "Collins Shuffle" của Albert Collins, cùng với 3 sáng tác của chính mình: "Pride and Joy", "Love Struck Baby" và "Dirty Pool". Những tiết mục đó kết thúc bằng tiếng la ó phản đối từ phía khán giả. James McBride của tạp chí People viết:
"Chẳng biết anh ta từ đâu ra, với hình tượng Zorro và chiếc mũ của gã đánh bạc trong một con thuyền trên sông, gào thét tại Nhạc hội Montreux 1982 với một cây Stratocaster 1959 bên hông và hai thành viên mà anh ta gọi là Double Trouble. Anh ta chẳng có một album nào, không hề có hợp đồng thu âm, không tên tuổi, anh ta xuống sân khấu để lại một đống tàn thuốc và sau đó, mọi người lại muốn biết anh ta là ai."

Quản lý đường dài Don Opperman phát biểu: "Theo tôi nhớ thì, những tiếng la ó khen ngợi và phản đối đã trộn lẫn vào nhau, Stevie khá thất vọng. Stevie đưa guitar của anh ấy cho tôi và bước khỏi sân khấu, tôi phản ứng lúc đó như kiểu, ‘Cậu sẽ trở lại chứ?’ Có một cánh cửa ở đằng sau đó; Khán giả không thể thấy họ, nhưng tôi thì có. Cậu ta đi vào phòng thay đồ. Cuối cùng tôi trở lại sân khấu và thế là buổi biểu diễn kết thúc." Theo Vaughan: "Hôm đó không hẳn là cả đám đông [đều la ó]. Chỉ có một vài khán giả ngồi ở phía trước bên phải sân khấu thôi. Nhưng khán phòng ở đó được xây dựng để chơi acoustic jazz. Khi có 5 hoặc 6 người la ó. Nó giống như cả thế giới ghét bạn vậy. Họ nghĩ rằng chúng tôi quá ồn ào, nhưng thật ra, có bốn cái chăn quân đội được đắp lên ampli của tôi, âm lượng lúc đó ở mức 2 trong khi tôi thường chơi ở mức 10!". Buổi biểu diễn được ghi hình lại và sau đó DVD phát hành vào tháng 9 năm 2004.
Đêm tiếp theo, Double Trouble biểu diễn trong một phòng của Montreux Casino, với sự tham gia của Jackson Browne. Browne chơi cùng Double Trouble đến gần sáng và mời họ sử dụng miễn phí phòng thu âm của mình tại trung tâm thành phố Los Angeles. Cuối tháng 11, ban nhạc chấp nhận lời mời và thu âm 10 ca khúc trong 2 ngày. Trong lúc ở phòng thu, Vaughan nhận một cuộc điện thoại từ David Bowie, người gặp anh tại buổi biểu diễn Montreux, mời Vaughan tham gia vào một buổi ghi âm album tiếp theo, Let's Dance. Tháng 1 năm 1983, Vaughan thu âm guitar 6 trong 8 bài hát trích từ album của David Bowie, bao gồm ca khúc chủ đề và "China Girl". Album ra mắt vào ngày 14 tháng 4 năm 1983 với doanh số gấp 3 lần album trước đó của Bowie.

#### Thành công trên toàn nước Mỹ
Giữa tháng 3 năm 1983, Gregg Geller, phó chủ tịch A&R tại Epic Records, ký thương hiệu với Double Trouble theo sự giới thiệu của nhà sản xuất John Hammond. Không lâu sau, Epic đầu tư một video âm nhạc cho "Love Struck Baby", quay tại Cherry Tavern ở Thành phố New York. Vaughan hồi tưởng: "Chúng tôi đã đổi tên quán trong video đó. Bốn năm trước tôi làm đám cưới tại Rome Inn, nơi tôi thường xuyên chơi ở đó. Khi họ đóng cửa, người chủ đưa cho tôi biển hiệu của quán, vì thế trong video tôi đã treo nó lên phía sau trên sân khấu."
Với thành công của Let’s Dance, Bowie mời Vaughan hợp tác biểu diễn cho Serious Moonlight Tour sắp tới, nhận ra rằng Vaughan là một phần thiết yếu cho thành công đột phá của album. Cuối tháng 4, Vaughan bắt đầu diễn tập tại Las Colinas, Texas. Khi đàm phán lại hợp đồng về chi phí thất bại của Vaughan, ông hủy diễn trước khi tour khởi động vài ngày và Earl Slick thay thế vị trí của Vaughan. Vaughan bình luận: "Tôi không thể chuẩn bị tất cả với một điều tôi thật sự không quan tâm. Điều đó khá là mạo hiểm, nhưng tôi thật sự không cần những việc đau đầu đó." Mặc dù các yếu tố khác được đưa ra bàn luận rộng rãi, Vaughan khiến công chúng chú ý khi bỏ tour diễn.
Ngày 5 tháng 9, ban nhạc có một buổi biểu diễn tại The Bottom Line ở thành phố New York, nơi họ mở màn cho Bryan Adams, với sự tham gia của Hammond, Mick Jagger, John McEnroe, Rick Nielsen, Billy Gibbons và Johnny Winter. Thành công của buổi diễn khiến New York Post viết một bài đánh giá tích cực về Vaughan, khẳng định Double Trouble chơi tốt hơn Adams. Martin Porter viết "May mắn rằng, Bryan Adams, rocker người Canada đang lưu diễn cùng Journey, không thường xuyên xuất hiện trên các mặt báo". Martin cũng cho rằng sau buổi biểu diễn của ban nhạc, "sân khấu New York sẽ thật vinh dự trong một thời gian vì những đống tàn thuốc còn vương lại bởi những nghệ sĩ cuồng nhiệt nhất."

#### Texas Flood
Sau khi nhận lời mời thu âm tại phòng thu của Browne, Double Trouble bắt đầu chuẩn bị nhạc cụ cho album Texas Flood. Mở đầu bằng ca khúc "Love Struck Baby", sáng tác dành tặng cho Lenny về những "tháng ngày theo đuổi" giữa hai người. Vaughan cũng sáng tác 2 ca khúc "Pride and Joy" và "I’m Cryin" dành tặng cho một trong những người yêu cũ của mình, Lindi Bethel, cả hai bài hát đều có nhịp điệu giống nhau, nhưng lời bài hát của chúng là hai quan điểm khác nhau về mối quan hệ trước đó giữa Lenny và Lindi. Tiếp theo đó là những phần trình bày lại của Howling’ Wolf, The Isley Brothers và Buddy Guy. Trong album này Vaughan cũng trình bày lại "Texas Flood" của Larry Davis, một ca khúc ảnh hưởng mạnh mẽ tới anh. Ca khúc "Lenny" được Vaughan viết ngay ở cuối giường ngủ như một món quà gửi đến người vợ của anh.
Ảnh bìa của Texas Flood do Brad Holland vẽ, người có những tác phẩm cho tạp chí Playboy và New York Times. Hình dung ban đầu là Vaughan ngồi trên một con ngựa miêu tả sự tương đồng. Holland vẽ một bức tranh Vaughan dựa vào tường cùng cây guitar, tham chiếu từ một bức ảnh. Phát hành vào ngày 13 tháng 6 năm 1983, Texas Flood xếp thứ 38 và bán được nửa triệu bản. Trong khi biên tập viên tạp chí Rolling Stone Kurt Loder khẳng định rằng Vaughan khôn có một chất giọng rõ ràng, Stephen Thomas Erlewine của AllMusic gọi album là một sự "ảnh hưởng hoành tráng". Billboard miêu tả album như "một sự thỏa mãn dành cho những người yêu guitar phong cách boogie". Quản lý Alex Hodges bình luận: "Chẳng ai biết album đó sẽ vĩ đại như thế nào, bởi những người chơi guitar không nhất thiết phải được công chúng hoàn toàn biết tới, trừ một số người đã đặt nền móng và không thể bị phủ nhận... Vaughan là một trong số ít những nghệ sĩ có thể thu âm tất cả trong một thời gian ngắn."
Vào ngày 16 tháng 6, Vaughan có một buổi biểu diễn ra mắt album tại hộp đêm Tango ở Dallas. Có những vị khách VIP đã đến dự, trong đó phải kể đến Ted Nugent, Sammy Hagar và các thành viên của The Kinks và Uriah Heep. Jack Chase, phó giám đốc marketing của Epic, hồi tưởng lại: "Tiệc ra mắt tại Tango hôm đó rất quan trọng, nó rất hoành tráng. Tất cả các đài phát thanh, DJ, đạo diễn chương trình, các chủ cửa hàng băng đĩa bán lẻ và các nhà chủ quản lý lớn, báo chí, các nhân sự cấp cao từ New York–khoảng 700 người tham dự ngày hôm đó. Chúng tôi triển khai tại Dallas đầu tiên với đài Q102-FM và DJ Redbeard. Chúng tôi tổ chức tiệc tại Tango–rất náo nhiệt. Đó là một tấm vé lớn." The Dallas Morning News đánh giá buổi biểu diễn bằng một câu hỏi tu từ. "Điều gì xảy ra nếu Stevie Ray Vaughan tổ chức một bữa tiệc ra mắt album và tất cả mọi người đến tham gia? Điều đó đã xảy ra vào tối thứ 5 tại Tango... Với sự khéo léo và kỹ năng hiếm có, chắc hẳn adrenaline đã được tiêm qua tĩnh mạch của họ."
Trong một tour diễn ngắn tại châu Âu, Hodges sắp xếp để Double Trouble có một cam kết biểu diễn mở màn cho ban nhạc The Moody Blues trong một tour diễn kéo dài 2 tháng tại khu vực Bắc Mỹ. Hodges nói rằng có nhiều người không thích ý tưởng để Double Trouble mở màn cho The Moody Blues, nhưng khẳng định chủ đề mà cả hai ban nhạc cùng chia sẻ đó là "album hơi hướng rock". Shannon mô tả tour diễn như "một sự vinh quang": "Những ca khúc của chúng tôi không thành công lắm, nhưng chúng tôi đã được chơi tại một sân vận động đầy ắp người. Chúng tôi chỉ đi ra và biểu diễn và mọi thứ vừa vặn như một chiếc găng tay vậy. Âm thanh vang lên tại các sâu khấu lớn đó như một con quái vật. Khán giả thì cuồng nhiệt, dù họ chẳng biết chúng tôi là ai!" Sau khi xuất hiện trên chương trình truyền hình Austin City Limits, ban nhạc có một buổi diễn cháy vé tại Nhà hát Beacon ở Thành phố New York. Tạp chí Variety viết rằng: "Không còn nghi ngờ gì nữa, nhạc sĩ trẻ đến từ Texas này thực sự là một ‘người hùng guitar của thời đại này’."

#### Couldn't Stand the Weather
Tháng 1 năm 1983, Double Trouble bắt đầu ghi âm album thứ 2, Couldn’t Stand the Weather tại Power Station, với nhà sản xuất John Hammond và kĩ sư Richard Mullen. Layton sau đó kể lại khi làm việc cùng Hammond: "Hammond giống như trợ thủ đắc lực vậy, trái ngược với ai đó nhảy dựng lên và nói ‘Hãy làm lại một lần nữa’. Anh ta không xử lý theo cách đó, mà chỉ như một người đưa ra phản hồi." Như khi buổi thu âm bắt đầu, Vaughan trình bày lại ca khúc "Tin Pan Alley" của Bob Geddin trong khi âm thanh vẫn đang được kiểm tra. Layton nhớ lại: "... Đó có lẽ là phiên bản nhẹ nhàng nhất của ca khúc tính đến thời điểm đó. Chúng tôi kết thúc và Hammdon đã nói rằng, ‘Đó là cách hay nhất dành cho ca khúc này’, chúng tôi hỏi lại, ‘Nhưng chúng chưa hoàn chỉnh, phải không?’, anh ấy trả lời, ‘Không thành vấn đề đâu. Đó là phiên bản hay nhất rồi.’ Chúng tôi đã thử chơi lại năm, sáu, bảy lần–tôi không thể nhớ nổi. Nhưng chúng đều không giống như lần đầu tiên đó."
Trong các buổi thu âm đó, Vaughan thử kết hợp với các nghệ sĩ khác, bao gồm Fran Christina và Stan Harrison, ở vị trí trống và saxophone chơi nền cho một nhạc phẩm jazz, "Stang’s Swang". Jimmie Vaughan chơi giai điệu trên guitar cho bài hát "The Things That I Used to Do" của ban nhạc Guitar Slim và bài hát chủ đề. "Couldn't Stand the Weather" là sáng tác mà Vaughan mang một thông điệp tinh thần trong ca từ của mình. Theo nhà nghiên cứu âm nhạc Andy Aledort, cách chơi guitar xuyên suốt ca khúc của vaughan đánh dấu bằng nhịp điệu strumming ổn định và những câu lead ngẫu hứng, với giai điệu R&B đặc biệt, gửi hồn vào từng nốt nhạc trong đoạn riff và được nhân đôi lên quãng tám bởi guitar và bass.
Couldn’t Stand the Weather phát hành vào ngày 15 tháng 5 năm 1984 và nhanh chóng vượt qua doanh số của Texas Flood chỉ sau hai tuần. Album đứng vị trí thứ 31 trong suốt 38 tuần trên bảng xếp hạng. Album cũng bao gồm một bản cover "Voodoo Child (Slight Return)" của Jimi Hendrix, với nhiều lời so sánh với phiên bản của Hendrix. Theo biên tập viên của Allmusic Stephen Thomas Erlewine, Couldn’t Stand the Weather "khẳng định album đầu tay trước đây không hề có sự may mắn, trong khi so sánh, nếu album này không tốt hơn thì đã không thể xô đổ doanh thu của album trước, qua đó củng cố vị trí của Vaughan như một người khổng lồ của dòng nhạc blues hiện đại." Cũng theo tác giả Joe Nick Patoski và Bill Crawford, album "là một dấu mốc thay đổi quan trọng trong sự nghiệp của Stevie Ray Vaughan" và tiếng hát của Vaughan đã được cải thiện.

#### Đại sảnh Carnegie
Vào ngày 4 tháng 10 năm 1984, Vaughan trình diễn tại Đại sảnh Carnegie với nhiều nghệ sĩ khách mời. Trong nửa sau của buổi diễn, Vaughan mời Jimmie tham gia với vị trí guitar, tay trống George Rains, tay chơi keyboard Dr. John, nhóm nhạc Roomful of Blues và ca sĩ Angela Strehli. Họ đã luyện tập cùng nhau trước buổi diễn chưa đến hai tuần và dù nửa đầu buổi diễn với sự tham gia của Double Trouble, nhưng theo Patoski và Crawford, khái niệm về một ban nhạc lớn chưa từng hình thành. Vé được bán hết trước buổi biểu diễn, Vaughan cực kỳ thích thú và căng thẳng đến mức không thể bình tĩnh cho đến hơn nửa ca khúc thứ ba. Tổ chức T.J. Martell Foundation hoạt động trong lĩnh vực nghiên cứu bệnh bạch cầu và ung thư đưa Vaughan đến buổi sự kiện như là một nhân vật quan trọng. Gần đến giờ biểu diễn, Vaughan muốn được đưa đến địa điểm bằng limousine để tránh bị bao vây bởi người hâm mộ trên đường; ban nhạc đến sân khấu lúc 8 giờ tối. Với 2.200 khán giả, trong đó có vợ, gia đình và bạn bè của anh, đã biến nơi biểu diễn thành "một quán rượu sôi động, với những tiếng huýt gió" theo miêu tả của Stephen Holden của The New York Times.
Được Hammond giới thiệu như là "một trong những cầm thủ guitar vĩ đại nhất", Vaughan mở màn với "Scuttle Buttin", với trang phục mariachi được đặt riêng mà anh mô tả như một "bộ tuxedo của Mexico". Double Trouble tiếp tục với "Testify" của The Isley Brothers, "Voodoo Child (Slight Return)" của Jimi Hendrix, "Tim Pan Alley", "The Sky Is Crying" của Elmore James" và "Cold Shot" của W. C. Clark, cùng với 4 nhạc phẩm tự sáng tác: "Love Struck Baby", "Honey Bee", "Couldn’t Stand the Weather" và "Rude Mood". Trong nửa sau của buổi biểu diễn, Vaughan đã trình bày lại các bản nhạc của Larry Davis, Buddy Guy, Guitar Slim, Albert King, Jackie Wilson, và Albert Collins. Vaughan kết thúc buổi diễn bằng hai ca khúc "Lenny" và "Rude Mood".
Dallas Times-Herald viết rằng Đại sảnh Carnegie "chật cứng với tiếng dậm chân và những cơ thể lắc lư theo điệu nhạc, những đứa trẻ trong trang phục jean màu xanh bám vào ban công, họ nhảy múa tắc nghẽn cả lối đi." New York Times khẳng định rằng, mặc dù không khí "ngập ngụa" nhưng buổi biểu diễn của họ vẫn "đầy cảm hứng" và cách chơi của Vaughan "rất ngầu". Jimmie Vaughan sau đó bình luận: "Tôi lo lắng rằng khán giả có thể hơi khó tính một chút. Nhưng hóa ra họ cũng giống như các quán bia khác." Vaughan bình luận: "Chúng tôi không bị giới hạn chỉ với tam ca, mặc dù điều đó không có nghĩa rằng chúng tôi sẽ dừng việc đó. Tôi cũng đang lên kế hoạch cho điều đó. Tôi sẽ không đứng yên một chỗ. Thật ngu ngốc nếu làm vậy." Buổi biểu diễn được ghi hình lại và sau đó phát hành như một LP trực tiếp. Album phát hành vào ngày 29 tháng 7 năm 1997 bởi Epic Records; được chứng nhận đĩa Vàng.
Ngay sau buổi diễn, Vaughan tham dự một bữa tiệc cá nhân do MTV tài trợ tại một hộp đêm ở trung tâm thành phố New York, nơi anh được chào đón bằng một giờ đáng nhớ của những người ủng hộ. Ngày hôm sau, Double Trouble xuất hiện tại một cửa hàng thu âm ở Greenwich Village và ký tặng cho người hâm mộ. Cuối tháng 10 năm 1984, ban nhạc lưu diễn tại Úc và New Zealand, nơi họ xuất hiện lần đầu tiên trên truyền thông Úc–trong chương trình Hey Hey It's Saturday–họ biểu diễn "Texas Flood" và có một cuộc phỏng vấn trên đài Sounds. Ngày 5 và 9 tháng 11, ban nhạc có 2 buổi trình diễn cháy vé tại Nhà hát Con sò. Sau khi trở về Mỹ, Double Trouble có một tour lưu diễn ngắn tại California. Không lâu sau, Vaughan và Lenny tới đảo Saint Croix, thuộc quần đảo Virgin của Mỹ trên biển Caribbean, nơi họ có một kì nghỉ vào tháng 12. Tháng sau đó, Double Trouble bay tới Nhật và có 5 buổi diễn, bao gồm tại Kosei Nenkin Kaikan, Osaka.

#### Soul to Soul
Tháng 3 năm 1985, Double Trouble thu âm album thứ 3, Soul to Soul bắt đầu tại Dallas Sound Lab. Trong quá trình thu âm, Vaughan ngày càng trở nên thất vọng vì thiếu cảm hứng. Anh cũng được cho phép thoải mái thời gian trong lúc thu âm, góp phần khiến anh thiếu tập trung vì lạm dụng chất cồn và các chất kích thích. Roadie Byron Barr sau đó nhớ lại: "Cả đội hàng ngày tới phòng thu, dùng chất kích thích và chơi bóng bàn." Vaughan, người nhận ra ngày càng khó khăn để vừa chơi nhịp điệu guitar vừa hát cùng một lúc, muốn thêm một vị trí nữa cho ban nhạc, vì vậy anh đã thuê keyboard Reese Wynans để thu âm album; không lâu sau, Reese gia nhập ban nhạc.
Trong quá trình thu âm album, Vaughan xuất hiện tại Houston Astrodome ngày 10 tháng 4 năm 1985, nơi anh chơi slide guitar Quốc ca nước Mỹ, "The Star-Spangled Banner"; buổi biểu diễn gặp phải sự la ó từ phía khán giả. Sau khi rời sân khấu, Vaughan xin chữ ký từ Mickey Mantle, cựu cầu thủ bóng chày của đội New York Yankees. Nhà báo Astrodome Molly Glentzer viết trên Houston Press: "Vaughan lê bước trở lại sau mái che, cậu ấy chỉ đủ tỉnh táo để biết rằng mình muốn xin chữ ký của Mickey Mantle. Mantle bị ép buộc. ‘Tôi chưa từng ký trên guitar.’ Chẳng ai hỏi Vaughan về việc đó. Tôi chắc rằng cậu ấy sẽ chết trước 30." Những ý kiến chỉ trích so sánh buổi biểu diễn của Vaughan với đêm nhạc của Jimi Hendrix tại Woodstock năm 1969, Vaughan không thích điều này: "Tôi nghe nói họ thậm chí đã viết về điều này trên các tạp chí âm nhạc và cố đặt cả hai phiên bản bên cạnh nhau. Tôi ghét điều đó. Phiên bản của Jimi thật sự quá tuyệt vời."
Phát hành vào 30 tháng 9 năm 1985, Soul to Soul đứng thứ 34 và nằm trong bảng xếp hạng Billboard 200 đến giữa năm 1986, được xác nhận đĩa Vàng. Nhà phê bình Jimmy Guterman của Rolling Stone viết: "Còn đôi chút sức sống trong những ca khúc blues rock của họ; cũng có thể nói rằng họ đã hết cảm hứng." Theo Patoski và Crawford, doanh thu của album "thất bại so với Couldn’t Stand the Weather, cho thấy Stevie Ray và Double Trouble đang thụt lùi". Vaughan bình luận: "Tôi rất thích album này. Nó rất có ý nghĩa với chúng tôi, về những gì chúng tôi đã trải qua để có album này. Rất nhiều khó khăn và chúng tôi vẫn đứng vững. Chúng tôi đã trưởng thành rất nhiều với từng thành viên trong ban nhạc và những người bạn xung quanh; chúng tôi học được rất nhiều và gần gũi hơn. Đó là lý do tại sao album này có tên [Soul to Soul]."

#### Live Alive
Sau khi lưu diễn 9 tháng rưỡi, Epic yêu cầu Double Trouble thu âm album thứ tư như một phần bắt buộc trong hợp đồng. Tháng 7 năm 1986, Vaughan quyết định ghi âm LP Live Alive, trong khi trình diễn trực tiếp ở Austin và Dallas. Ngày 17 và 18 tháng 7, ban nhạc đã có một buổi trình diễn cháy vé tại Austin Opera House và ngày 19 tháng 7 tại Dallas Starfest. Họ dùng những bản thu từ những buổi diễn này trong album của mình, do Vaughan sản xuất. Shannon đứng ở sau sân khấu trước buổi biểu diễn tại Austin và nói với người quản lý mới, Alex Hodges rằng cả Vaughan và mình "đang đâm đầu vào ngõ cụt". Cầm thủ guitar Denny Freeman tham dự các buổi diễn tại Austin; Denny nói rằng buổi diễn như một "mớ hỗn độn trong âm nhạc, vì họ trình diễn mà chẳng kiểm soát gì. Tôi không biết điều gì diễn ra vào lúc đó, nhưng tôi rất lo lắng." Cả Layton và Shannon nhận thấy nguyên nhân khiến ban nhạc mất tập trung là vì lịch tập luyện và việc sử dụng các chất kích thích. Theo như Wynans: "Mọi thứ trở nên bất hợp lý và điên rồ."
Live Alive phát hành vào ngày 17 tháng 11 năm 1986 và là album trực tiếp chính thức duy nhất được rao bán của Double Trouble trong cuộc đời của Vaughan, dù album không bao giờ xuất hiện trên Billboard 200. Dù nhiều nhà phê bình khẳng định hầu hết album bị ghi đè, nhưng kỹ sư Gary Olazabal, người đã phối album album này, phát biểu rằng hầu hết album được thu lại một cách sơ sài. Vaughan thừa nhận đây không phải là một trong những cố gắng tốt nhất của mình; anh nhớ lại: "Tôi không ở trong tình trạng tốt lúc thu âm Live Alive. Tại thời điểm đó, tôi không nhận ra tình trạng tồi tệ của mình. Tôi nghĩ nên có nhiều thao tác chỉnh sửa dành cho album đó hơn. Một vài đoạn nghe thật tệ. Cũng có một vài nốt nhạc tuyệt vời, nhưng tôi cũng như mọi người, chẳng ai kiểm soát được.

#### Ma túy và rượu
— Tommy Shannon
Năm 1960, khi Vaughan mới 6 tuổi, cậu đã bắt đầu trộm rượu của cha mình. Kéo theo đó, anh bắt đầu uống rượu và dẫn đến nghiện rượu. Vaughan giải thích: "Đó là khi tôi bắt đầu trộm rượu của bố lần đầu. Hay khi bố mẹ tôi ra ngoài, tôi tìm một cái chai và tự uống. Lúc đó tôi nghĩ rằng điều đó thật tuyệt... nghĩ rằng những đứa trẻ ngoài kia sẽ nghĩ rằng điều đó rất tuyệt. Đó là sự khởi đầu và tôi đã phụ thuộc vào nó từ đó." Theo tác giả Joe Nick Patoski và Bill Crawford: "Trong 25 năm tiếp theo, Vaughan điều trị thông qua kê đơn của bác sĩ trước khi tìm thấy sở thích độc hại của mình–rượu và cocaine."
Trong khi Vaughan khẳng định rằng lần đầu tiên dùng cocaine là lúc được một bác sĩ chỉ định dưới dạng như thuốc xịt mũi, thì theo Patoski và Crawford, lần đầu tiên Vaughan dính vào chất kích thích là vào năm 1975, khi biểu diễn cùng Cobras. Trước đó, Vaughan có một thời gian ngắn sử dụng các chất kích thích khác như cần sa, methamphetamine và Quaaludes—tên thương mại của methaqualone. Sau năm 1975, anh thường xuyên dùng rượu whiskey và cocaine, đặc biệt cùng lúc sử dụng chúng với nhau. Cũng theo Hopkins, trong thời gian nhóm Double Trouble lưu diễn châu Âu vào tháng 9 năm 1986, "lối sống lạm dụng thuốc của Vaughan đạt tới đỉnh điểm, nói đúng hơn là đáy của vực sâu".

##### Cáo buộc và xét xử
Vào ngày 5 tháng 12 năm 1979, khi Vaughan đang ở phòng thay đồ trước một buổi biểu diễn tại Houston, một sĩ quan cảnh sát hết nhiệm vụ đã bắt anh sau khi chứng kiến việc sử dụng cocaine gần cửa sổ. Anh chính thức bị cáo buộc tàng trữ ma túy và sau đó nộp 1.000 đô-la Mỹ để tại ngoại. Double Trouble là ban nhạc diễn mở màn cho Muddy Waters, người chứng kiến tình trạng lạm dụng thuốc của Vaughan: "Stevie đã có thể là cầm thủ guitar vĩ đại nhất, nhưng cậu ấy sẽ không thể sống đến 40 tuổi nếu không bỏ được thứ bột trắng đó". Năm sau đó, Vaughan được yêu cầu có mặt tại phiên tòa vào ngày 16 tháng 1 và 29 tháng 2.
Trong ngày phiên tòa cuối cùng vào ngày 17 tháng 4 năm 1980, Vaughan bị tuyên án 2 năm quản chế và bị cấm rời khỏi Texas. Cùng với quy định tham gia điều trị tình trạng lạm dụng thuốc, anh cũng bị yêu cầu "tránh xa các đối tượng tình nghi hoặc những nơi có tai tiếng"; anh từ chối thực hiện cả hai điều trên. Sau khi thuê luật sư, cán bộ quản chế của Vaughan cho phép Vaughan đi diễn ngoài Texas. Vụ việc sau đó khiến anh từ chối phục vụ khi ở các khách sạn trong thời gian đi lưu diễn.

##### Lạm dụng chất gây nghiện và phục hồi
Đỉnh điểm của việc lạm dụng chất kích thích, mỗi ngày Vaughan uống khoảng 1 lít rượu whiskey và dùng một phần tư ounce cocaine. Trợ lý Tim Duckworth giải thích: "Hàng ngày tôi phải chắc chắn rằng anh ấy ăn sáng thay vì thức dậy uống rượu, điều có lẽ là tồi tệ nhất mà anh ấy từng làm." Theo Vaughan: "Thời điểm đó nếu cố gắng nói lời xin chào tới một ai đó, tôi có thể sẽ phát khóc. Nó như địa ngục tối tăm vậy."
Tháng 9 năm 1986, Double Trouble tới Đan Mạch để bắt đầu tour diễn một tháng tại châu Âu. Đêm ngày 28 tháng 9, Vaughan phải điều trị vì tình trạng mất nước đến gần tử vong sau một buổi diễn tại Ludwigshafen, Đức. Tại bệnh viện The London Clinic, bác sĩ Victor Bloon–người điều trị cho Vaughan, cảnh báo rằng anh chỉ còn sống được một tháng. Sau khi ở lại London hơn một tuần, anh trở về Mỹ và đến bệnh viện Peachford tại Atlanta, trải qua chương trình phục hồi trong 4 tuần; Shannon tham gia vào một trại cai nghiện tại Austin.

#### Live Alive Tour

Ngôi nhà thời thơ ấu của Vaughan tại Dallas

Tháng 11 năm 1986, sau khi ra trại, Vaughan chuyển về nhà mẹ mình nằm trên đại lộ Glenfield ở Dallas, nơi anh dành phần lớn tuổi thơ của mình ở đó. Trong thời gian này, Double Trouble bắt đầu diễn tập cho tour diễn Live Alive. Mặc dù Vaughan rất lo lắng về việc biểu diễn sau khi cai nghiện thành công, nhưng anh đã nhận được những lời động viên tích cực. Wynans sau đó nhớ lại: "Stevie thật sự rất lo lắng về việc biểu diễn sau khi cai nghiện thành công... cậu ấy chẳng biết cậu ấy còn lại gì để cống hiến. Nhưng khi chúng tôi quay trở lại, cậu ấy thật sự rất có cảm hứng và động lực." Tour diễn khởi động vào ngày 23 tháng 11 tại trường Đại học Towson State, cũng là nơi Vaughan biểu diễn lần đầu tiên với Double Trouble sau khi cai nghiện. Ngày 31 tháng 12 năm 1986, họ biểu diễn cùng Lonnie Mack tại Nhà hát Fox của Atlanta.
Trong khi lưu diễn, Vaughan khao khát lên kế hoạch cho album tiếp theo, nhưng tháng 1 năm 1987, anh nhận yêu cầu ly dị từ Lenny, khiến Vaughan bị cản trở trong các dự án cho đến khi thủ tục hoàn thành. Điều này cũng ảnh hưởng tới việc sáng tác và thu âm của Vaughan trong gần 2 năm, nhưng Double Trouble đã viết ca khúc "Crossfire" với Bill Carter và Ruth Ellsworth. Layton nhớ lại: "Thông thường, chúng tôi viết nhạc và họ sẽ viết lời. Đó là cách chúng tôi làm việc với nhau; nhưng khoảng thời gian đó Stevie không thể có mặt. Cậu ấy ở Dallas để xử lý một vài việc, còn chúng tôi làm việc và bắt đầu viết một vài ca khúc cùng nhau. Đó là lần sáng tác đầu tiên của chúng tôi." Ngày 6 tháng 8 năm 1987, Double Trouble đã có một trong những biểu diễn lớn nhất trong sự nghiệp của mình tại Austin Aqua Festival. Theo nhà tiểu sử Craig Hopkins, có khoảng 20.000 khán giả tại đó. Vào tháng 5 năm 1988, sau khi chuyến lưu diễn dài một tháng mở màn cho Robert Plant, trong đó có một buổi diễn tại Maple Leaf Gardens ở Toronto, ban nhạc lên kế hoạch lưu diễn châu Âu, bao gồm 22 buổi và kết thục tại Oulu, Phần Lan vào ngày 17 tháng 7. Đây là lần cuối Vaughan biểu diễn tại châu Âu.

#### In Step
Sau khi chính thức ly hôn với Lenora "Lenny" Darlene Bailey, album thứ tư và là album cuối cùng của Double Trouble mang tên In Step được ghi âm tại Kiva Studios tại Memphis, Tennessee, cùng với nhà sản Jim Gaines và đồng nhạc sĩ Doyle Bramhall. Ban đầu, Doyle nghi ngờ về khả năng sáng tạo cũng như âm nhạc của Vaughan sau khi cai nghiện thành công, nhưng sau đó Vaughan nhận được sự tin tưởng trong quá trình thu âm. Shannon sau đó nhớ lại: "In Step, với cậu ấy là một trải nghiệm mạnh mẽ hơn. Theo cá nhân tôi, đó là album hay nhất và tôi nghĩ rằng Vaughan cũng cảm thấy như vậy." Bramhall, người cũng tham gia cai nghiện, đã viết các ca khúc với Vaughan về sự nghiện ngập và giải thoát. Theo Vaughan, album được đặt tên In Step bởi vì "Cuối cùng tôi đã tự bước chân trên cuộc đời, với âm nhạc, với chính tôi." Dòng trích dẫn của album "Cám ơn Chúa! Thang máy bị hỏng rồi", lấy từ chương trình 12 bước đề xuất bởi Alcoholics Anonymous (AA).
Sau khi quá trình thu âm In Step chuyển đến Los Angeles, Vaughan đã thêm hai nghệ sĩ chơi saxophone Joe Sublett và trumpet Darrell Leonard vào hai ca khúc "Crossfire" và "Love me Darlin'". Một thời gian ngắn trước khi album hoàn thành sản xuất, Vaughan và Double Trouble xuất hiện tại buổi tiệc nhậm chức của Tổng thống George H. W. Bush tại Washington D.C. In Step phát hành ngày 13 tháng 6 năm 1989 và chỉ sau 8 tháng, nó được cấp chứng chỉ Vàng. In Step là album thành công nhất của Vaughan và là album đầu tiên giup anh đoạt giải Grammy. Album đạt hạng 33 trên Billboard 200 và xuất hiện trong 47 tuần. In Step bao gồm ca khúc "Crossfire", do Double Trouble, Bill Carter Rutvàh Ellsworth sáng tác; trở thành ca khúc dẫn đầu bảng xếp hạng duy nhất của Vaughan. Album cũng bao gồm một trong những lần thu âm đầu tiên của Vaughan sử dụng Fuzz Face trong ca khúc cover của Howlin’ Wolf, "Love me Darlin'".
Tháng 7 năm 1989, Neil Perry, một nhà báo làm việc cho Sounds viết rằng "Album khép lại với sự ngất ngây của  ‘Riviera Paradise’, giai điệu chậm rãi với guitar và piano đã chứng mình rằng tại sao Vaughan với guitar giống như Nureyev với ba-lê vậy." Theo nhà báo âm nhạc Robert Christgau, Vaughan "đã viết nhạc blues cho AA... Lần đầu tiên trong sự nghiệp của mình, Vaughan thoát ra khỏi blues một cách lành lặn." Tháng 10 năm 1989, Boca Raton News mô tả những đoạn solo guitar của Vaughan như "được xác định, tỉnh táo và hết sức nhức nhối" và lời ca của anh như "những câu truyện ngụ ngôn đầy căng thẳng".

## Đời tư
Vaughan và Lenora "Lenny" Baulet gặp nhau vào năm 1973 sau một buổi trình diễn của Vaughan cùng Nightcrawlers tại La Cucaracha, một hộp đêm ở phía Đông Austin. Mặc dù bị lay động bởi âm nhạc của Vaughan, cô lại bị thu hút bởi tính cách khiêm tốn và duyên dáng của Vaughan. Vaughan nói rằng ca khúc "Love Struck Baby" của Double Trouble được viết về Lenny, sau khi tuyên bố ngày 5 tháng 7 là ngày "mắc kẹt trong tình yêu" của họ. Họ kết hôn vào 23 tháng 12 năm 1979 ở Rome Inn tại Austin, họ dùng các đoạn dây cáp thay cho nhẫn. Tay trống Chris Layton mô tả lễ cưới của họ như "một sự tự phát", nói rằng "Chẳng có một lời mời nào được gửi đi hay một nhóm nào đó tới dự—bất kì ai ở xung quanh lúc đó đều là khách tham dự." Layton cũng nói rằng đám cưới của họ "khá thú vị và nồng nhiệt". Ca khúc "Pride and Joy" cũng đdành cho Lenny, cũng như hòa thanh "Lenny", sau khi cô ấy nghĩ rằng "Pride and Joy" ám chỉ một người bạn gái cũ của Vaughan.
Khi trở về ngôi nhà của họ ở Austin sau chuyến lưu diễn, Vaughan thấy cửa khóa, điện tắt và Lenny thì mất tăm. Nhà tiểu sử Joe Nick Patoski và Bill Crawford viết rằng cô ấy "phung phí tiền của Vaughan vào chất gây nghiện trong khi đi với những người đàn ông khác mà một nguồn tin thân cận mô tả như ‘những nhân viên cảnh sát’". Sau khi Lenny từ chối đến thăm Vaughan lúc điều trị việc lạm dụng chất kích thích, Vaughan đệ đơn ly dị 3 tháng sau đó. Vụ việc được xử lý ngoài phiên tòa, với việc Lenny nhận tiền cấp dưỡng, cộng với 50.000 đô-la Mỹ tiền mặt và 25% tiền bản quyền (Không bao gồm album Live Alive trở về sau). Quản lý của Vaughan cho rằng nguyên nhân dẫn đến việc ly hôn xuất phát từ "ghen tuông" và "không tin tưởng" và kết quả là cả hai tan vỡ.
Ngày 12 tháng 3 năm 1986, Double Trouble có một buổi biểu diễn tại Wellington Town Hall ở New Zealand, Vaughan lúc đó đang ở ngoài khách sạn. Janna Lapidus, sinh tại Nga, gặp Vaughan trên đường và họ kết bạn ngay lập tức. Tháng 10 năm 1986, khi Vaughan đang ở London Clinic để điều trị, Lapidus đến thăm anh; cả hai quyết định bên nhau sau khi thấy một cặp vợ chồng già bước đi bên nhau trước họ trong công viên Hyde Park.
Trong 2 năm cuối cùng của đời mình, Vaughan nhắc tới Janna Lapidus như vị hôn thê của mình. Họ thường xuyên xuất hiện công khai bên nhau, trong đó có cả một quảng cáo dành cho Europa, một công ty dầu của New Zealand. Lapidus cũng xuất hiện trong video 'The House is Rockin'. Ban đầu họ sống tại ngôi nhà thời thơ ấu của Vaughan tại Dallas, sau đó chuyển tới một ngôi nhà trên đường Trvias vào ngày 3 tháng 5 năm 1987. Lapidus tìm được một công việc người mẫu tại thành phố New York và họ lại chuyển tới một căn hộ ở Manhattan tại Park Avenue và Đường 24 vào tháng 5 năm 1990, phân chia thời gian của hai người giữa Dallas và thành phố New York.

## Qua đời
Ngày 26 tháng 8 năm 1990, Vaughan biểu diễn 2 chương trình với Eric Clapton tại Nhà hát Alpine Valley, East Troy, Winsconsin. Tất cả các nghệ sĩ được đưa lên 4 chiếc trực thăng để tới Chicago, được chờ trên một sân gôn ở gần đó. Theo một nhân chứng, thời tiết ngày hôm đó có mây và sương mù cùng với những đám mây thấp. Bất chấp điều kiện thời tiết, các phi công được hướng dẫn để bay qua một ngọn đồi trượt tuyết cao 1.000 foot. Vaughan cùng 3 thành viên trong đoàn của Eric Clapton (quản lý Bobby Brooks, bảo vệ Nigel Browne và hỗ trợ quản lý tour Colin Smythe) lên trực thăng thứ 3–một chếc Bell 206B Jet Ranger–bay tới Meigs Field. Lúc đó khoảng 12 giờ 50 phút sáng (theo giờ CDT), ngày 27 tháng 8, trực thăng rơi từ độ cao khoảng 850 feet, đổi hướng sang trái và đâm vào ngọn đồi, khoảng 50 feet tính từ đỉnh. Tất cả các thành viên trong trực thăng, bao gồm phi công Jeff Brown, tử vong tại chỗ. Trong cuốn tự truyện Clapton: The Autobiography, Clapton giải thích rằng, trái với những tin đồn, ông không để Vaughan ngồi chỗ của mình mà có cả ba thành viên trong đoàn của Clapton lên máy bay cùng với Vaughan tại thời điểm tai nạn.
Vào 4 giờ 30 phút sáng, Tuần tra Hàng không Dân sự nhận thông báo và xác định được nơi va chạm gần 3 tiếng sau đó. Cả Clapton và Jimmie Vaughan được yêu cầu đến nhận diện thi thể; một chiếc vòng cổ thập tự Coptic, vật dụng của Vaughan, được trao cho Jimmie Vaughan. Các nhân viên điều tra Quận Walworth tiến hành khám nghiệm tử thi và xác định rằng Vaughan bị đa chấn thương nội tạng và sọ não. Nguyên nhân cái chết được chính thức thông báo do "mất máu vì rách ngang động mạch chủ" và dập sọ đa điểm. Theo Milwaukee Journal Sentinel, một phi công kỳ cựu tại Thung lũng Alpine nghi ngờ rằng Brown đã cố gắng bay vòng qua đồi, nhưng xác định sai vị trí. Clapton có bài phát biểu vào ngày hôm sau, nói rằng các nạn nhân "là bạn đồng hành, cộng sự và bạn bè thân thiết của tôi. Đây là một mất mát đau thương. Tôi sẽ nhớ họ rất nhiều."
Tang lễ của Vaughan tổ chức ngày 30 tháng 8 năm 1990, tại Nghĩa trang Laurel Land ở Dallas, nơi ông an táng bên cạnh cha mình và đặt riêng dành cho bạn bè thân thiết và gia đình. Mục sư Barry Bailey của Giáo hội United Methodist ở Fort Worth, người bảo lãnh AA của Vaughan, đã mở đầu buổi lễ bằng những suy nghĩ cá nhân của mình: "Chúng ta ở đây để cám ơn Chúa vì cuộc đời của chàng trai này. Cậu ấy là một thiên tài, một siêu sao, một nghệ sĩ của nghệ sĩ. Cậu ấy chiếm được trái tim của hàng ngàn người. Nhân danh Chúa, tôi biết ơn vì sự cố gắng của chàng trai có ảnh hưởng tới hàng ngàn người trong việc tìm lại cuộc sống của chính mình." Kim Wilson, Jeff Healey, David Bowie, Charlie Sexton, ZZ Top, Colin James và Buddy Guy đến dự lễ tang. Stevie Wonder, Jackson Browne và Bonnie Raitt trình bày ca khúc "Amazing Grace" tại lễ tang. Nile Rodgers phát biểu điếu văn, trong khi một thành viên của Nightcrawlers đọc chương 5 và 7 của The Big Book, nền tảng của Alcoholics Anonymous. Năm 1995, gia đình của Vaughan nhận một số tiền bồi thường không được tiết lộ cho tai nạn này.

## Phong cách âm nhạc
Âm nhạc của Vaughan bắt nguồn từ blues, rock và jazz. Ông mang ảnh hưởng bởi những nghệ sĩ như Jimi Hendrix, Albert King, B.B. King, Freddie King, Albert Collins, Johnny "Guitar" Watson, Buddy Guy, Howlin' Wolf, Otis Rush, Guitar Slim, Chuck Berry, và Muddy Waters. Theo chủ hộp đêm Clifford Antone, người mở ra Antone’s năm 1975, Vaughan chơi cùng Albert King tại đây vào tháng 7 băn 1977 và gần như "dọa ông ấy sợ chết khiếp", nói rằng "Lúc đó là một Albert tuyệt nhất tôi từng thấy cũng như Stevie". Vaughan cũng bị ảnh hưởng bởi các cầm thủ guitar chơi jazz như Django Reinhardt, Wes Montgomery, Kenny Burrell và George Benson. Trong khi Albert King có ảnh hưởng lớn tới Vaughan, Jimi Hendrix lại là cảm hứng vĩ đại nhất. Vaughan nói rằng: "Tôi thích Hendrix vì rất nhiều lý do. Hendrix còn hơn cả một cầm thủ guitar chơi blues–anh ấy chơi cực kỳ tốt bất cứ loại guitar nào mà anh ấy muốn. Thực tế mà nói tôi không chắc rằng anh ấy chơi guitar nữa–anh ấy chơi nhạc thì đúng hơn."
Vaughan sở hữu phần lớn kỹ năng guitar của Lonnie Mack, người mà Vaughan đánh giá như một người "đi trước thời đại". Mack nhớ lại lần đầu tiên gặp Vaughan năm 1978: "Chúng tôi lúc đó ở Texas tìm người bán gảy đàn và ra ngoài xem ban nhạc Thunderbirds trình diễn. Jimmie lúc đó nói rằng ‘Cậu phải nghe đứa em trai bé bỏng của tôi. Nó chơi tất cả các ca khúc của cậu’. Cậu ấy chơi ở một nơi khá nhỏ gọi là Rome Inn, chúng tôi tới đó và xem cậu ta diễn. Và như thế, khi tôi bước qua cửa, Vaghan đang chơi ‘Wham’ và tôi nói ‘Dadgum’. Cậu ấy chơi ca khúc rất điêu luyện. Tôi đánh sai ca khúc đó trong một thời gian dài và cần phải về nhà để nghe lại bản thu âm của mình. Lúc đó là năm 1978, tôi chắc chắn như thế." Vaughan cũng dùng một phần phong cách điêu luyện của Mack–đặc biệt là kĩ năng tremolo picking và vibrato. Ông thừa nhận rằng Mack đã dạy ông "chơi guitar từ con tim". Quan hệ của Vaughan với một huyền thoại blues Texas, Johnny Winter phức tạp hơn đôi chút. Dù họ chỉ gặp nhau vài lần và thường xuyên chơi cùng các nghệ sĩ khác hay thậm chí song tấu, như ca khúc "Boot Hill" chẳng hạn, Vaughan luôn kiềm chế việc biết ơn Winter dưới mọi hình thức. Trong tự truyện của mình, "Raisin' Cain", Winter nói rằng ông ấy đã mất bình tĩnh sau khi Vaughan trả lời trong một buổi phỏng vấn rằng ông chưa từng gặp hay biết đến Johnny Winter. "Chúng tôi thậm chí còn chơi với nhau một thời gian tại nhà của Tommy Shannon." Vaughan giải quyết vấn đề này vào năm 1988 nhân dịp Blues Festival tại châu Âu nơi ông và Winter thanh toán, giải thích rằng ông bị trích dẫn sai và nói rằng "Các nghệ sĩ ở Texas đều biết Johnny và học được từ ông một thứ gì đó". Được hỏi về việc so sách phong cách chơi của nhau trong một cuộc phỏng vấn năm 2010, Winter thừa nhận rằng "Kĩ năng chơi của tôi ít thuần thục hơn, tôi nghĩ vậy."

## Nhạc cụ

### Guitar

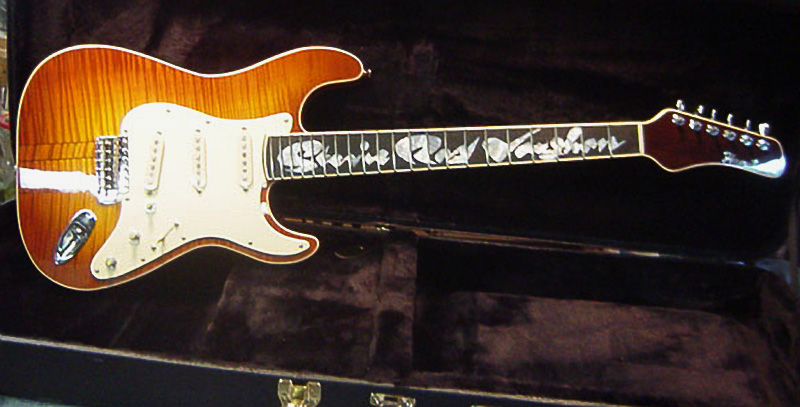
Jim Hamilton ký tặng trên cây guitar #01 làm lại cho Stevie Ray Vaughan

Vaughan sở hữu và dùng khá nhiều guitar trong sự nghiệp của mình. Chiếc guitar mà anh chọn và tất cả phụ kiện gắn liền với anh là chiếc Fender Stratocaster, cây đàn yêu thích của ông có thân đàn năm 1963, cần đàn 1962 và pickup của năm 1959. Đây là lý do tại sao Vaughan thường nhắc tới cây Stratocaster của mình như một cây "Strat 1959." Ông giải thích lý do thích cây guitar này trong một cuộc phỏng vấn năm 1983: "Tôi thích âm thanh chắc chắn của nó. Bất cứ guitar nào tôi chơi đều khá linh hoạt. Nó có tone khỏe, mạnh và đáp ứng bất cứ thứ gì tôi chơi." Vaughan cũng nói rằng cây guitar này như "người vợ đầu" của ông hay "Số 1." Một cây guitar ưa thích khác của Vaughan là Strat "Lenny" được đặt theo tên người vợ của ông, Lenora. Khi ở trong một cửa hàng cầm đồ địa phương năm 1980, Vaughan chú ý tới cây guitar đặc biệt này, một cây Stratocaster 1965 sơn đỏ bóng loáng, với màu sunburst xung quanh. Cây đàn cũng được khảm Madolin 1910 ngay dưới ngựa đàn. Cửa hàng ra giá 300 đô-la Mỹ, số tiền mà Vaughan không thể có trong thời gian đó. Lenny thấy được khao khát của Vaughan, vì thế cô cùng sáu người bạn của họ mỗi người góp 50 đô-la Mỹ và mua cây đàn đó cho Vaughan. Cây guitar là món quà sinh nhật của Vaughan vào năm 1980 và tối hôm đó, sau khi đưa "Lenny" (cây guitar và vợ) về nhà, ông đã viết ca khúc "Lenny". Vaughan bắt đầu sử dụng một cây Stratocaster mượn trong thời gian học phổ thông và chủ yếu sử dụng Stratocaster trong các buổi biểu diễn và thu âm của mình, dù ông từng chơi các cây guitar khác, kể cả custom guitar.
Một trong những cây custom guitar–tên là "Main"–được làm bởi James Hamilton của Hamiltone Guitars tại Buffalo, New York. Đó là món quà từ Billy Gibbons của ZZ Top. Gibbons ủy nhiệm Hamilton làm cây đàn này vào năm 1979. Đã có một vài sự chậm trễ, bao gồm cả việc khảm lại tên của Vaughan dọc trên phím đàn khi ông thay đổi nghệ danh từ Stevie Vaughan thành Stevie Ray Vaughan. Cây guitar này là món quà của Jim Hamilton tặng ông vào ngày 29 tháng 4 năm 1984. Jim Hamiton nhớ lại rằng Stevie Ray Vaughan rất hài lòng với cây guitar mà anh đã chơi tối hôm đó tại Springfest tổ chức ở Đại học Buffalo. Nó vẫn là một trong những cây guitar chính mà Vaughan sử dụng trên sân khấu và trong phòng thu. Ông đã có một vài thay đổi cho cây guitar, bao gồm việc thay màu đồng. Các núm Gibson thay bằng các núm Fender trắng. Pickup cũng được thayd odori sau khi guitar được sử dụng trong video "Couldn’t Stand the Weather", trong video này Stevie và "Main" ướt đẫm nước, và các pickup bị hỏng. Nó cũng được sử dụng trong video "Cold Shot".

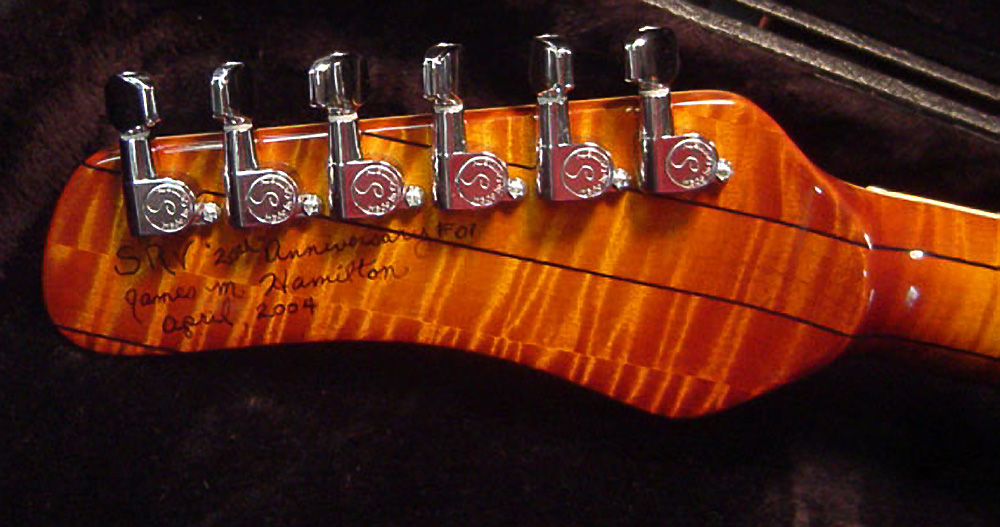
Chữ ký của Jim Hamilton phía sau đầu cần đàn

Vaughan cũng mua nhiều đàn Stratocaster và cũng tặng một vài cây. Vaughan mua một cây guitar phong cách Strat Diplomat màu sunburst và tặng cho bạn gái của mình Janna Lapidus để học chơi. Vaughan sử dụng dây đàn nặng bắt đầu với 0.13’s, hạ nửa cung so với chuẩn. Ông chơi ở cường độ rất cao đến mức khiến ông bị bật móng vì việc chơi quá nhanh trên dây đàn. Ông chủ của hộp đêm Austin nhớ lại khi Vaughan đi vào quầy Câu lạc bộ và hỏi mượn keo siêu dính, thứ mà Vaughan giữ cho móng tay không bị bật rộng hơn khi ông tiếp tục chơi. Keo siêu dính đó do Rene Martinez, kĩ thuật guitar của Stevie, giới thiệu. Martinez thậm chí thuyết phục Stevie đổi dây đàn nhẹ hơn. Ông thích cần đàn không cân xứng (với phía trên dày hơn) để thoải mái trong phong cách chơi bằng cả ngón cái của mình. Heavy dùng trong kĩ năng vibrato yêu cầu phải được thay thế thường xuyên; Vaughan thường xuyên lấy những thanh bar bằng thép không gỉ từ bố của một người bạn trong nhóm, Byron Barr. Vaughan cũng từng được chụp ảnh khi đang chơi guitar National Duolian, Epiphone Riviera, Gibson Flying V, cũng như một vài mẫu guitar khác. Vaughan sử dụng một cây Gibson Johnny Smith để thu âm ca khúc "Stang’s Swang" và một cây đàn acoustic 12 dây trong chương trình MTV Unplugged vào tháng 1 năm 1990. Ngày 24 tháng 6 năm 2004, một trong những cây guitar Stratocaster của Vaughan, cây "Lenny", được bán trong một buổi đấu giá quyên góp cho Trung tâm Crossroads của Eric Clapton tại Antigua; cây guitar đó được mua bởi Guitar Center với giá 623,500 đô-la Mỹ.

### Amply và effect
Vaughan là một chất xúc tác trong việc hồi sinh những bộ amply và effect mang hơi hướng hoài cổ trong thập niên 80. Âm lượng to và việc sử dụng dây đàn nặng của Vaughan yêu cầu các bộ khuếch đại mạnh và khỏe. Vaughan sử dụng một bộ Fender Super Reverb 2 mặt màu đen, đóng vai trò quan trọng trong việc tạo nên âm thanh của mình. Ông cũng thường xuyên sử dụng Super Reverb cùng với các bộ khuếch đại khác, như Fender Vibroverbs và các hãng như Dumble và Marshall để tạo nên âm thanh của mình. Trong khi những hiệu ứng chính của Vaughan là từ Ibanez Tube Screamer và Vox wah-wah pedal, Vaughan cũng thử nghiệm với một dải hiệu ứng khác nhau. Ông sử dụng Fender Vibratone, được thiết kế như một chếc loa Leslie cho guitar điện, cho phép tạo một hiệu ứng chồng warbling, có thể thấy trong ca khúc "Cold Shot". Ông cũng sử dụng một Fuzz Face Dallas Arbiter cổ có thể thấy trong album In Step, cũng như ở pedal Octavia.

## Dấu ấn
Trong cả sự nghiệp của mình, Vaughan hồi sinh dòng nhạc blues rock và mở đường cho nhiều nghệ sĩ khác. Phong cách của Vaughan vẫn tiếp tục ảnh hưởng đến tới nhiều nghệ sĩ blues, rock và alternative khác, trong đó phải kể đến John Mayer, Kenny Wayne Shepherd, Mike McCready, Albert Cummings, Los Lonely Boys và Chris Duarte. Stephen Thomas Erlewine của Allmusic mô tả Vaughan như "một ánh sáng soi rọi cho dòng nhạc blues Mỹ" và phát triển "một phong cách độc nhất và cuồng nhiệt mà không thể nhầm lẫn với các cầm thủ guitar khác, bất kể thể loại nào đi chăng nữa". Năm 1983, tạp chí Variety gọi Vaughan là "một vị anh hùng guitar của kỷ nguyên hiện đại".
Những tháng tiếp theo sau cái chết của mình, Vaughan bán được 5.5 triệu album trên toàn nước Mỹ. Ngày 25 tháng 9 năm 1990, Epic phát hành album Family Style với một vài đĩa đơn quảng cáo và video. Tháng 11 năm 1990, CMV Enterprises phát hành Pride and Joy, một bộ sưu tập 8 video âm nhạc của Double Trouble. Sony ký một thỏa thuận với người kế thừa của Vaughan để có được quyền kiểm soát các bản thu âm của Vaughan, cũng như quyền phát hành album và các tác phẩm chưa phát hành. Ngày 29 tháng 10 năm 1991, The Sky Is Crying phát hành như album đầu tiên sau khi anh qua đời cùng Double Trouble, gồm những bản thu âm trong khoảng thời gian 1984–1985. Các bộ sưu tập khác, album trực tiếp và phim ảnh cũng phát hành sau cái chết của Vaughan.
Ngày 3 tháng 10 năm 1991, Cựu Thống đốc bang Texas Ann Richards tuyên bố "Ngày tưởng niệm Stevie Ray Vaughan", trong một buổi nhạc tưởng nhớ được tổ chức tại Nhà hát Texas. Năm 1993, một bức tượng tưởng niệm Vaughan dựng lên tại Auditorium Shores và là tượng đài công cộng đầu tiên về một nhạc sĩ ở Austin. Tháng 9 năm 1994, một cuộc chạy bộ tưởng nhớ Stevie Ray Vaughan vì mục đích phục hồi được tổ chức tại Dallas; sự kiện này quyên góp cho Ethel Daniels Foundation, tổ chức giúp những đối tượng nghiện rượu và ma túy không đủ khả năng điều trị. Năm 2005, Martha Vaughan tổ chức Học bổng Stevie Ray Vaughan, trao cho trường trung học W.E Greiner dành cho những học sinh có theo đuổi con đường đại học và nghệ thuật.

### Giải thưởng và danh hiệu
Vaughan chiến thắng 5 giải W. C. Handy và giới thiệu vào Đại sảnh Danh vọng Blues năm 2000. Năm 1985, anh được nêu tên như một đô đốc danh dự của Hải quân Texas. Vaughan sở hữu một đĩa đơn quán quân trong bảng xếp hạng Hot Mainstream Rock Tracks, ca khúc "Crossfire". Doanh số album của anh đạt 15 triệu bản trên toàn nước Mỹ. Family Style, phát hành không lâu sau khi anh mất, thắng giải Grammy cho "Album blues đương đại xuất sắc nhất" năm 1991, là album đơn ca thành công nhất của anh, với hơn 1 triệu bản tại Hoa Kỳ. Năm 2003, tạp chí Rolling Stone xếp hạng Vaughan thứ 7 trong danh sách "100 tay guitar vĩ đại nhất". Ông cũng được đệ trình vào Đại sảnh Danh vọng Rock and Roll vào năm 2008, nhưng không xuất hiện trên danh sách đề cử cho đến năm 2014. Ông được vinh danh trong Đại sảnh Danh vọng Rock and Roll cùng Double Trouble năm 2015.

## Danh sách đĩa nhạc
- Texas Flood (1983)
- Couldn't Stand the Weather (1984)
- Soul to Soul (1985)
- In Step (1989)
- Family Style (cùng Jimmie Vaughan) (1990)
- The Sky Is Crying (1991)